# Liste des lignes de bus de Saint-Malo
Pour un article plus général, voir Malo Agglo Transports.
Le réseau de transports en commun réseau MAT dessert l'ensemble des 18 communes de Saint-Malo Agglomération grâce à :
- 10 lignes urbaines dont :
  - 6 lignes circulant du lundi au dimanche toute l'année,
- Un service de transport à la demande.
- Le service de transport scolaire.

Les lignes de bus de Saint-Malo constituent une série de lignes du réseau Malo Agglo Transports exploitées par Transdev SMA Mobilités.

## Lignes régulières

### Fréquence de 15 minutes
| Ligne | Caractéristiques | Caractéristiques                                                                                 | Caractéristiques                                                                                 | Caractéristiques                                                                                 | Caractéristiques                                                                                 | Caractéristiques                                                                                 | Caractéristiques                                                                                 | Caractéristiques                                                                                 | Caractéristiques                                                                                 |
| 1     | Saint-Malo — Croix Désilles ⥋ Aquarium Cézembre/Saint-Jouan-des-Guérets — Stade via Saint-Servan | Saint-Malo — Croix Désilles ⥋ Aquarium Cézembre/Saint-Jouan-des-Guérets — Stade via Saint-Servan | Saint-Malo — Croix Désilles ⥋ Aquarium Cézembre/Saint-Jouan-des-Guérets — Stade via Saint-Servan | Saint-Malo — Croix Désilles ⥋ Aquarium Cézembre/Saint-Jouan-des-Guérets — Stade via Saint-Servan | Saint-Malo — Croix Désilles ⥋ Aquarium Cézembre/Saint-Jouan-des-Guérets — Stade via Saint-Servan | Saint-Malo — Croix Désilles ⥋ Aquarium Cézembre/Saint-Jouan-des-Guérets — Stade via Saint-Servan | Saint-Malo — Croix Désilles ⥋ Aquarium Cézembre/Saint-Jouan-des-Guérets — Stade via Saint-Servan | Saint-Malo — Croix Désilles ⥋ Aquarium Cézembre/Saint-Jouan-des-Guérets — Stade via Saint-Servan | Saint-Malo — Croix Désilles ⥋ Aquarium Cézembre/Saint-Jouan-des-Guérets — Stade via Saint-Servan |
| ----- | --- | ------------------------------------------------------------------------------------------------ | ------------------------------------------------------------------------------------------------ | ------------------------------------------------------------------------------------------------ | ------------------------------------------------------------------------------------------------ | ------------------------------------------------------------------------------------------------ | ------------------------------------------------------------------------------------------------ | ------------------------------------------------------------------------------------------------ | ------------------------------------------------------------------------------------------------ |
| 1     | Ouverture / Fermeture 6 janvier 2025 / — | Longueur 9,2 km / 14,3 km                                                                        | Durée 30 min / 45 min                                                                            | Nb. d’arrêts 33                                                                                  | Matériel Standards                                                                               | Jours de fonctionnement L, Ma, Me, J, V, S, D                                                    | Jour / Soir / Nuit / Fêtes O / O / N / O                                                         | Voy. / an —                                                                                      | Exploitant Transdev SMA Mobilités                                                                |
| 1     | Desserte : - Villes et lieux desservis : Saint-Malo et Saint-Jouan-des-Guérets - Gares desservies : Gare de Saint-Malo |                                                                                                  |                                                                                                  |                                                                                                  |                                                                                                  |                                                                                                  |                                                                                                  |                                                                                                  |                                                                                                  |
| 1     | Autre : - Fréquence : La Ligne circule du lundi au samedi toutes les 15 minutes entre Croix Désiles et Aquarium Cézembre et toutes les 30 minutes entre Aquarium Cézembre et Saint-Jouan Stade et le dimanche toutes les 45 minutes entre Croix Désiles et Saint-Jouan Stade. - Amplitude horaire : La ligne fonctionne jusqu'à 21h30 du lundi au mercredi, et jusqu'à 23h du jeudi au samedi. - Particularités : - En 2025, les lignes 1 et 3 ont fusionné pour former cette nouvelle ligne. - Date de dernière mise à jour : 8 janvier 2025.                                  |                                                                                                  |                                                                                                  |                                                                                                  |                                                                                                  |                                                                                                  |                                                                                                  |                                                                                                  |                                                                                                  |
| 1     | Dernière actualisation : — |                                                                                                  |                                                                                                  |                                                                                                  |                                                                                                  |                                                                                                  |                                                                                                  |                                                                                                  |                                                                                                  |
| 2     | Intra-Muros ⥋ Moulin via La Découverte | Intra-Muros ⥋ Moulin via La Découverte                                                           | Intra-Muros ⥋ Moulin via La Découverte                                                           | Intra-Muros ⥋ Moulin via La Découverte                                                           | Intra-Muros ⥋ Moulin via La Découverte                                                           | Intra-Muros ⥋ Moulin via La Découverte                                                           | Intra-Muros ⥋ Moulin via La Découverte                                                           | Intra-Muros ⥋ Moulin via La Découverte                                                           | Intra-Muros ⥋ Moulin via La Découverte                                                           |
| 2     | Ouverture / Fermeture 5 juillet 2014 / — | Longueur 10 km                                                                                   | Durée 30 min                                                                                     | Nb. d’arrêts 23                                                                                  | Matériel Standards                                                                               | Jours de fonctionnement L, Ma, Me, J, V, S, D                                                    | Jour / Soir / Nuit / Fêtes O / O / N / O                                                         | Voy. / an —                                                                                      | Exploitant Transdev SMA Mobilités                                                                |
| 2     | Desserte : - Villes et lieux desservis : Saint-Malo et Saint-Jouan-des-Guérets - Gares desservies : Gare de Saint-Malo |                                                                                                  |                                                                                                  |                                                                                                  |                                                                                                  |                                                                                                  |                                                                                                  |                                                                                                  |                                                                                                  |
| 2     | Autre : - Fréquence : La Ligne circule du lundi au samedi toutes les 15 minutes entre Moulin et Intra-Muros et le dimanche toutes les 45 minutes entre Moulin et P+R Paul Féval et toutes les 15 minutes entre P+R Paul Féval et Intra-Muros. - Amplitude horaire : La ligne fonctionne jusqu'à 21h45 du lundi au mercredi, et jusqu'à 22h45 du jeudi au samedi. - Particularités : - En 2025 la ligne 2 reprend le chemin de l'encienne ligne 1 entre Launay Breton et Moulin - La ligne 2 dessert AquaMalo toute la journée. - Date de dernière mise à jour : 8 janvier 2025. |                                                                                                  |                                                                                                  |                                                                                                  |                                                                                                  |                                                                                                  |                                                                                                  |                                                                                                  |                                                                                                  |
| 2     | Dernière actualisation : — |                                                                                                  |                                                                                                  |                                                                                                  |                                                                                                  |                                                                                                  |                                                                                                  |                                                                                                  |                                                                                                  |

### Fréquence de 30 minutes
| Ligne | Caractéristiques | Caractéristiques                          | Caractéristiques                          | Caractéristiques                          | Caractéristiques                          | Caractéristiques                              | Caractéristiques                          | Caractéristiques                          | Caractéristiques                          |
| 3     | Intra-Muros ⥋ Rothéneuf | Intra-Muros ⥋ Rothéneuf                   | Intra-Muros ⥋ Rothéneuf                   | Intra-Muros ⥋ Rothéneuf                   | Intra-Muros ⥋ Rothéneuf                   | Intra-Muros ⥋ Rothéneuf                       | Intra-Muros ⥋ Rothéneuf                   | Intra-Muros ⥋ Rothéneuf                   | Intra-Muros ⥋ Rothéneuf                   |
| ----- | --- | ----------------------------------------- | ----------------------------------------- | ----------------------------------------- | ----------------------------------------- | --------------------------------------------- | ----------------------------------------- | ----------------------------------------- | ----------------------------------------- |
| 3     | Ouverture / Fermeture 5 juillet 2014 / — | Longueur —                                | Durée 30 min                              | Nb. d’arrêts 26/27                        | Matériel Standards                        | Jours de fonctionnement L, Ma, Me, J, V, S    | Jour / Soir / Nuit / Fêtes O / N / N / O  | Voy. / an —                               | Exploitant Transdev SMA Mobilités         |
| 3     | Desserte : - Villes et lieux desservis : Rothéneuf, Paramé et Saint-Malo - Gares desservies : aucune |                                           |                                           |                                           |                                           |                                               |                                           |                                           |                                           |
| 3     | Autre : - Fréquence : La Ligne circule du lundi au samedi toutes les 30 minutes. - Amplitude horaire : La ligne fonctionne 6h50 à 20h35. - Particularités : - Après son changement de numérotation de ligne 8 à ligne 6, aujourd'hui elle devient la ligne 3. - Date de dernière mise à jour : 8 janvier 2025. |                                           |                                           |                                           |                                           |                                               |                                           |                                           |                                           |
| 3     | Dernière actualisation : — |                                           |                                           |                                           |                                           |                                               |                                           |                                           |                                           |
| 4     | Rothéneuf — Les Îlots ⥋ Château-Malo | Rothéneuf — Les Îlots ⥋ Château-Malo      | Rothéneuf — Les Îlots ⥋ Château-Malo      | Rothéneuf — Les Îlots ⥋ Château-Malo      | Rothéneuf — Les Îlots ⥋ Château-Malo      | Rothéneuf — Les Îlots ⥋ Château-Malo          | Rothéneuf — Les Îlots ⥋ Château-Malo      | Rothéneuf — Les Îlots ⥋ Château-Malo      | Rothéneuf — Les Îlots ⥋ Château-Malo      |
| 4     | Ouverture / Fermeture 5 juillet 2014 / — | Longueur —                                | Durée —                                   | Nb. d’arrêts —                            | Matériel Standards                        | Jours de fonctionnement L, Ma, Me, J, V, S, D | Jour / Soir / Nuit / Fêtes O / N / N / O  | Voy. / an —                               | Exploitant Transdev SMA Mobilités         |
| 4     | Desserte : - Villes et lieux desservis : Rothéneuf, Paramé, Saint-Malo et Château-Malo - Gares desservies : Gare de Saint-Malo |                                           |                                           |                                           |                                           |                                               |                                           |                                           |                                           |
| 4     | Autre : - Fréquence : La Ligne circule du lundi au samedi toutes les 30 minutes et le dimanche toutes les 2 heures. - Amplitude horaire : La ligne fonctionne 6h50 à 20h35. - Particularités : - Date de dernière mise à jour : 29 janvier 2025.                                                               |                                           |                                           |                                           |                                           |                                               |                                           |                                           |                                           |
| 4     | Dernière actualisation : — |                                           |                                           |                                           |                                           |                                               |                                           |                                           |                                           |
| 5     | Cancale — Église ⥋ Saint-Malo — Briantais | Cancale — Église ⥋ Saint-Malo — Briantais | Cancale — Église ⥋ Saint-Malo — Briantais | Cancale — Église ⥋ Saint-Malo — Briantais | Cancale — Église ⥋ Saint-Malo — Briantais | Cancale — Église ⥋ Saint-Malo — Briantais     | Cancale — Église ⥋ Saint-Malo — Briantais | Cancale — Église ⥋ Saint-Malo — Briantais | Cancale — Église ⥋ Saint-Malo — Briantais |
| 5     | Ouverture / Fermeture 5 juillet 2014 / — | Longueur —                                | Durée —                                   | Nb. d’arrêts —                            | Matériel Standards                        | Jours de fonctionnement L, Ma, Me, J, V, S, D | Jour / Soir / Nuit / Fêtes O / N / N / O  | Voy. / an —                               | Exploitant Transdev CAT 35                |
| 5     | Desserte : - Villes et lieux desservis : Cancale, Saint-Coulomb, Paramé, Saint-Malo. - Gares desservies : Gare de Saint-Malo |                                           |                                           |                                           |                                           |                                               |                                           |                                           |                                           |
| 5     | Autre : - Fréquence : La Ligne circule du lundi au samedi toutes les 30 minutes et le dimanche toutes les 2 heures. - Amplitude horaire : La ligne fonctionne 7h00 à 21h. - Particularités : - Date de dernière mise à jour : 29 janvier 2025.                                                                 |                                           |                                           |                                           |                                           |                                               |                                           |                                           |                                           |
| 5     | Dernière actualisation : — |                                           |                                           |                                           |                                           |                                               |                                           |                                           |                                           |

### Fréquence de 45 à 60 minutes
| Ligne | Caractéristiques | Caractéristiques                                             | Caractéristiques                                             | Caractéristiques                                             | Caractéristiques                                             | Caractéristiques                                             | Caractéristiques                                             | Caractéristiques                                             | Caractéristiques                                             |
| 6     | Croix Désilles ⥋ Saint-Servan Mairie | Croix Désilles ⥋ Saint-Servan Mairie                         | Croix Désilles ⥋ Saint-Servan Mairie                         | Croix Désilles ⥋ Saint-Servan Mairie                         | Croix Désilles ⥋ Saint-Servan Mairie                         | Croix Désilles ⥋ Saint-Servan Mairie                         | Croix Désilles ⥋ Saint-Servan Mairie                         | Croix Désilles ⥋ Saint-Servan Mairie                         | Croix Désilles ⥋ Saint-Servan Mairie                         |
| ----- | --- | ------------------------------------------------------------ | ------------------------------------------------------------ | ------------------------------------------------------------ | ------------------------------------------------------------ | ------------------------------------------------------------ | ------------------------------------------------------------ | ------------------------------------------------------------ | ------------------------------------------------------------ |
| 6     | Ouverture / Fermeture 6 janvier 2025 / — | Longueur —                                                   | Durée —                                                      | Nb. d’arrêts —                                               | Matériel Minibus                                             | Jours de fonctionnement L, Ma, Me, J, V, S                   | Jour / Soir / Nuit / Fêtes O / N / N / O                     | Voy. / an —                                                  | Exploitant Transdev SMA Mobilités                            |
| 6     | Desserte : - Villes et lieux desservis : Saint-Malo - Gares desservies : Aucune. |                                                              |                                                              |                                                              |                                                              |                                                              |                                                              |                                                              |                                                              |
| 6     | Autre : - Amplitude horaire : La Ligne circule du lundi au samedi toutes les heure. - Particularités : - Date de dernière mise à jour : 21 novembre 2024. |                                                              |                                                              |                                                              |                                                              |                                                              |                                                              |                                                              |                                                              |
| 6     | Dernière actualisation : — |                                                              |                                                              |                                                              |                                                              |                                                              |                                                              |                                                              |                                                              |
| 7     | La Haize ⥋ Aquarium Cézembre | La Haize ⥋ Aquarium Cézembre                                 | La Haize ⥋ Aquarium Cézembre                                 | La Haize ⥋ Aquarium Cézembre                                 | La Haize ⥋ Aquarium Cézembre                                 | La Haize ⥋ Aquarium Cézembre                                 | La Haize ⥋ Aquarium Cézembre                                 | La Haize ⥋ Aquarium Cézembre                                 | La Haize ⥋ Aquarium Cézembre                                 |
| 7     | Ouverture / Fermeture 5 juillet 2014 / — | Longueur —                                                   | Durée —                                                      | Nb. d’arrêts —                                               | Matériel Minibus                                             | Jours de fonctionnement L, Ma, Me, J, V, S                   | Jour / Soir / Nuit / Fêtes O / N / N / N                     | Voy. / an —                                                  | Exploitant Transdev SMA Mobilités                            |
| 7     | Desserte : - Villes et lieux desservis : Saint-Malo - Gares desservies : Gare de Saint-Malo |                                                              |                                                              |                                                              |                                                              |                                                              |                                                              |                                                              |                                                              |
| 7     | Autre : - Amplitude horaire : La Ligne circule du lundi au samedi toutes les heure. - Particularités : - Date de dernière mise à jour : 21 novembre 2024. |                                                              |                                                              |                                                              |                                                              |                                                              |                                                              |                                                              |                                                              |
| 7     | Dernière actualisation : — |                                                              |                                                              |                                                              |                                                              |                                                              |                                                              |                                                              |                                                              |
| 8     | Porte de Dinan / Intra-Muros ⥋ Quelmer / Saint-Servan Mairie | Porte de Dinan / Intra-Muros ⥋ Quelmer / Saint-Servan Mairie | Porte de Dinan / Intra-Muros ⥋ Quelmer / Saint-Servan Mairie | Porte de Dinan / Intra-Muros ⥋ Quelmer / Saint-Servan Mairie | Porte de Dinan / Intra-Muros ⥋ Quelmer / Saint-Servan Mairie | Porte de Dinan / Intra-Muros ⥋ Quelmer / Saint-Servan Mairie | Porte de Dinan / Intra-Muros ⥋ Quelmer / Saint-Servan Mairie | Porte de Dinan / Intra-Muros ⥋ Quelmer / Saint-Servan Mairie | Porte de Dinan / Intra-Muros ⥋ Quelmer / Saint-Servan Mairie |
| 8     | Ouverture / Fermeture 5 juillet 2014 / — | Longueur —                                                   | Durée —                                                      | Nb. d’arrêts —                                               | Matériel Minibus                                             | Jours de fonctionnement L, Ma, Me, J, V, S                   | Jour / Soir / Nuit / Fêtes O / N / N / N                     | Voy. / an —                                                  | Exploitant Transdev SMA Mobilités                            |
| 8     | Desserte : - Villes et lieux desservis : Saint-Malo et Saint-Servan - Gares desservies : Gare de Saint-Malo. |                                                              |                                                              |                                                              |                                                              |                                                              |                                                              |                                                              |                                                              |
| 8     | Autre : - Arrêts non accessibles aux UFR : N.C. - Amplitude horaire : La Ligne circule du lundi au samedi toutes les heure. et toutes les 30min entre Saint-Servan et Intra-Muros - Particularités : - Date de dernière mise à jour : 2 mars 2025. |                                                              |                                                              |                                                              |                                                              |                                                              |                                                              |                                                              |                                                              |
| 8     | Dernière actualisation : — |                                                              |                                                              |                                                              |                                                              |                                                              |                                                              |                                                              |                                                              |
| 9     | Intra-muros ⥋ Cancale | Intra-muros ⥋ Cancale                                        | Intra-muros ⥋ Cancale                                        | Intra-muros ⥋ Cancale                                        | Intra-muros ⥋ Cancale                                        | Intra-muros ⥋ Cancale                                        | Intra-muros ⥋ Cancale                                        | Intra-muros ⥋ Cancale                                        | Intra-muros ⥋ Cancale                                        |
| 9     | Ouverture / Fermeture 5 juillet 2014 / — | Longueur —                                                   | Durée 55 min                                                 | Nb. d’arrêts 29                                              | Matériel Standards Autocars                                  | Jours de fonctionnement L, Ma, Me, J, V, S, D                | Jour / Soir / Nuit / Fêtes O / O / N / O                     | Voy. / an —                                                  | Exploitant Transdev SMA Mobilités                            |
| 9     | Desserte : - Villes et lieux desservis : Saint-Malo, Saint-Coulomb et Cancale - Gares desservies : Aucune. |                                                              |                                                              |                                                              |                                                              |                                                              |                                                              |                                                              |                                                              |
| 9     | Autre : - Arrêts non accessibles aux UFR : N.C. - Amplitude horaire : La ligne fonctionne toute l'année avec différentes périodes de fonctionnement : - En période scolaire, les weekends et jours fériés de 10 h à 18 h environ ; - Tous les jours durant les vacances scolaires de printemps et le week-end de l'Ascension de 10 h à 18 h environ ; - Tous les jours de début juillet à début septembre de 10 h à 23 h environ. - Particularités : La ligne 9 dessert les plages entre Cancale et Saint-Malo. - Date de dernière mise à jour : 21 novembre 2024. |                                                              |                                                              |                                                              |                                                              |                                                              |                                                              |                                                              |                                                              |
| 9     | Dernière actualisation : — |                                                              |                                                              |                                                              |                                                              |                                                              |                                                              |                                                              |                                                              |

### Ligne estivale
| Ligne | Caractéristiques | Caractéristiques                   | Caractéristiques                   | Caractéristiques                   | Caractéristiques                   | Caractéristiques                              | Caractéristiques                         | Caractéristiques                   | Caractéristiques                   |
| 10    | P+R Ville-ès-Gris ⥋ Cancale Eglise | P+R Ville-ès-Gris ⥋ Cancale Eglise | P+R Ville-ès-Gris ⥋ Cancale Eglise | P+R Ville-ès-Gris ⥋ Cancale Eglise | P+R Ville-ès-Gris ⥋ Cancale Eglise | P+R Ville-ès-Gris ⥋ Cancale Eglise            | P+R Ville-ès-Gris ⥋ Cancale Eglise       | P+R Ville-ès-Gris ⥋ Cancale Eglise | P+R Ville-ès-Gris ⥋ Cancale Eglise |
| ----- | --- | ---------------------------------- | ---------------------------------- | ---------------------------------- | ---------------------------------- | --------------------------------------------- | ---------------------------------------- | ---------------------------------- | ---------------------------------- |
| 10    | Ouverture / Fermeture 7 juillet 2025 / — | Longueur —                         | Durée —                            | Nb. d’arrêts 3                     | Matériel —                         | Jours de fonctionnement L, Ma, Me, J, V, S, D | Jour / Soir / Nuit / Fêtes O / O / N / O | Voy. / an —                        | Exploitant Transdev CAT            |
| 10    | Desserte : - Villes et lieux desservis : Cancale - Gares desservies : Aucune. |                                    |                                    |                                    |                                    |                                               |                                          |                                    |                                    |
| 10    | Autre : - Affectation : 1 standard - Amplitude : de 10h00 à 23h00 - Fréquence : la ligne circule toutes les 20 minutes en moyenne. - La ligne circule uniquement durant les vacances d'Été. - Date de dernière mise à jour : 2 février 2025. |                                    |                                    |                                    |                                    |                                               |                                          |                                    |                                    |
| 10    | Dernière actualisation : — |                                    |                                    |                                    |                                    |                                               |                                          |                                    |                                    |

## Lignes scolaires
| No  | Parcours |
| --- | --- |
| 5a  | Gares > Paramé > Saint-Coulomb > Cancale Eglise                                                                                          |
| 5b  | Bellevue > Gares > Paramé > Saint-Coulomb > Tannée > Port-Mer > Terrelabouët                                                             |
| 10a | Lycée Maritime > Paramé > Gares > Lycée Jacques-Cartier > Châteauneuf                                                                    |
| 10b | Lycée Maritime > Gares > Lycée Jacques-Cartier > Châteauneuf > Miniac-Morvan                                                             |
| 10c | Henri Lemarié > Choisy > Gares > Maupertuis-Hôpital > Lycée Jacques-Cartier > Châteauneuf > Miniac-Morvan > Le Tronchet > Vieux Bourg    |
| 11a | Lycée Maritime > Paramé > Gares > Lycée Jacques-Cartier > Saint-Père-Marc-en-Poulet > La Gouesnière                                      |
| 12a | Gares > Lycée Jacques-Cartier > Saint-Suliac > La Ville-ès-Nonais                                                                        |
| 12b | Jeanne Jugan > Charcot > Gares > Maupertuis-Hôpital > Lycée Jacques-Cartier > Saint-Suliac > La Ville-ès-Nonais > Châteauneuf > Plerguer |
| 13a | Intra-Muros (seulement le matin) ↔ Gares ↔ Maupertuis-Hôpital ↔ Jean Hus ↔ Saint-Méloir-des-Ondes ↔ La Gouesnière ↔ La Mare              |
| 14a | Gares > Paramé > Saint-Méloir-des-Ondes > Saint-Benoit-des-Ondes > Hirel > La Fresnais                                                   |

Renforts aux lignes urbaines et périurbaines, année scolaire 2024/2025.
| No  | Parcours                                                  |
| --- | --------------------------------------------------------- |
| 100 | Cancale ⇌ Saint-Coulomb                                   |
| 101 | Cancale ⇌ Saint-Méloir                                    |
| 102 | Cancale ⇌ Saint-Méloir                                    |
| 103 | Cancale ⇌ Saint-Méloir                                    |
| 104 | Cancale ⇌ Saint-Méloir ⇌ La Fresnais L'autrouet           |
| 105 | Cancale ⇌ Saint-Méloir ⇌ La Guesnière ⇌ Lillemer          |
| 106 | Cancale ⇌ Saint-Méloir ⇌ La Fresnais Pigacière            |
| 107 | Cancale ⇌ Saint-Méloir                                    |
| 108 | Cancale ⇌ La Gouesnière Margoro                           |
| 110 | Cancale ⇌ La Fresnais                                     |
| 111 | Cancale ⇌ Saint-Coulomb ⇌ Paramé Mairie                   |
| 112 | Cancale ⇌ Saint-Méloir                                    |
| 200 | Saint-Malo ⇌ Saint-Jouan                                  |
| 201 | Saint-Malo ⇌ Saint-Guinoux                                |
| 203 | Cancale ⇌ Saint-Malo                                      |
| 300 | Terrelabouet ⇌ Cancale ⇌ Saint-Malo                       |
| 303 | Saint-Malo ⇌ Cancale                                      |
| 305 | Saint-Malo ⇌ Saint-Coulomb                                |
| 306 | Saint-Malo ⇌ Cancale                                      |
| 400 | Saint-Malo ⇌ Saint-Jouan                                  |
| 401 | Saint-Malo ⇌ Saint-Jouan                                  |
| 402 | Saint-Malo ⇌ Saint-Jouan                                  |
| 404 | Saint-Malo ⇌ Le Tronchet                                  |
| 406 | Paramé ⇌ Châteauneuf ⇌ Le Tronchet                        |
| 408 | Paramé ⇌ Miniac-Morvan                                    |
| 412 | Saint-Malo ⇌ Saint-Suliac                                 |
| 414 | Saint-Malo ⇌ Plerguer                                     |
| 500 | Saint-Malo ⇌ Hirel                                        |
| 505 | Saint-Malo ⇌ Saint-Père                                   |
| 506 | Saint-Malo ⇌ La Fresnais                                  |
| 508 | Saint-Malo ⇌ La Fresnais                                  |
| 509 | Saint-Malo - Lycée Maritime ⇌ Saint-Malo - Gares - Quai C |
| 511 | Saint-Méloir ⇌ La Gouesnière                              |
| 513 | Saint-Malo - Paramé Mairie ⇌ La Fresnais                  |
| 514 | Saint-Malo ⇌ Hirel                                        |
| 515 | Saint-Malo - Gares ⇌ Saint-Méloir                         |
| 516 | Saint-Malo ⇌ La Fresnais                                  |
| 518 | Saint-Malo - Porte de Dinan ⇌ Saint-Guinoux               |
| 519 | Saint-Malo - Choisy ⇌ La Fresnais                         |
| 521 | Saint-Malo ⇌ Cancale                                      |

Lignes scolaires de 2024/2025.